# 1218

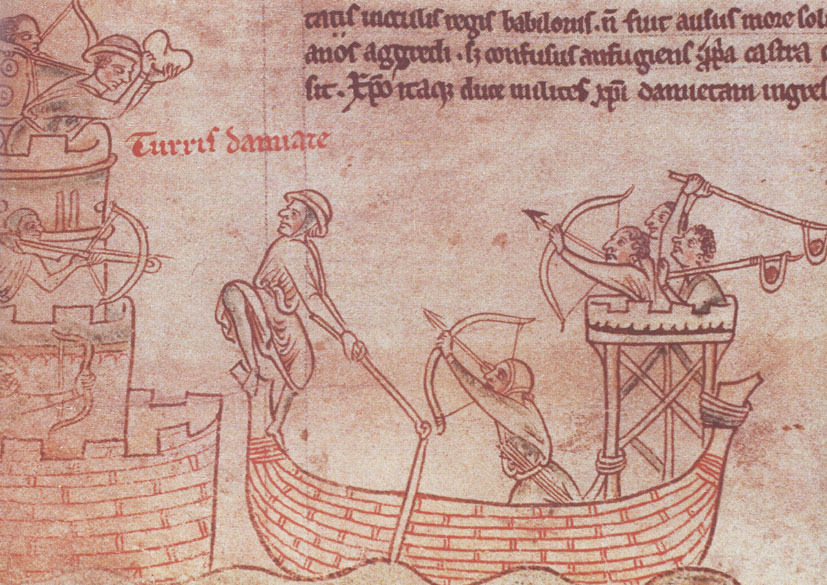
De Friezen vallen de toren van Damietta aan

Het jaar 1218 is het 18e jaar in de 13e eeuw volgens de christelijke jaartelling.

## Gebeurtenissen
januari
- januari - Andreas II van Hongarije keert met zijn leger huiswaarts uit de Vijfde Kruistocht.
  - voorjaar - Willem I van Holland en zijn leger komen aan in Akko.

mei
- 27 - De kruisvaarders, die besloten hebben Egypte aan te vallen, komen aan bij Damietta (Damiate) aan de ingang van de Nijl. Begin van het Beleg van Damiate

juni
- 25 tot 28 - Beleg van Toulouse: Simon van Montfort tracht Toulouse te heroveren. Dit mislukt, en hij sneuvelt.

juli
- 29 of 30 - Graaf Lodewijk II van Loon wordt vergiftigd.

augustus
- 2 - De nieuwe graaf Hendrik van Loon wordt eveneens vergiftigd.
- 4 - De Fries - Hollandse scheepsmacht onder leiding van Olivier van Keulen sluit aan bij het beleg van Damiate.
- 25 - De toren van Damiate wordt ingenomen.

zonder datum
- In de bul In generali concilio roept paus Honorius III op tot maatregelen tegen de joden.
- De Mongolen onder Dzjengis Chan voltooien de verovering van Kara-Kitan.
  - De Mongolen vallen het rijk der Seltsjoeken in Chorasmië binnen.
- Stichting van het sultanaat Warsangali in noordelijk Somalië.
- Na de dood van Berthold V wordt het leen van de hertogen van Zähringen ingetrokken.
  - Diverse steden in het huidige Zwitserland, waaronder Zürich, Bern en Solothurn, worden vrije rijkssteden.
- De Orde van Onze Lieve Vrouwe van Weldadigheid (Mercedaniërs) wordt opgericht.
- De Universiteit van Salamanca wordt gesticht, de oudste universiteit van Spanje.
- kloosterstichting: Roermond (Munsterabdij) (jaartal bij benadering)
- De latere koning Béla IV van Hongarije trouwt met Maria Laskarina
- Gilbert de Clare wordt gecreëerd graaf van Gloucester
- oudst bekende vermelding: Appelterre, Lechaschau, Middelkerke, Sawara, Wolvega

## Opvolging
- Ajjoebiden (Egypte) - Al-Adil I opgevolgd door zijn zoon Al-Kamil
- Berg - Adolf III opgevolgd door zijn broer Engelbert II, aartsbisschop van Keulen
- Blois en Dunois - Theobald VI opgevolgd door zijn zuster Margaretha
- hertogdom Bourgondië - Odo III opgevolgd door Hugo IV
- Bulgarije - Boril opgevolgd door Ivan Asen II
- Clermont - Theobald VI van Blois opgevolgd door Filips Hurepel, zoon van koning Filips II
- Cyprus - Hugo I opgevolgd door zijn zoon Hendrik I onder regentschap van Philippe d'Ibelin
- Dreux - Robrecht II opgevolgd door zijn zoon Robrecht III
- Gulik - Willem III van Gulik opgevolgd door zijn zoon Willem IV
- Loon - Lodewijk II opgevolgd door zijn broer Hendrik, op diens beurt opgevolgd door hun broer Arnold III
- Montfort - Simon IV opgevolgd door zijn zoon Amalrik VI
- Rügen - Jaromir I opgevolgd door Wizlaw I
- Sleeswijk - Erik in opvolging van Waldemar

## Afbeeldingen

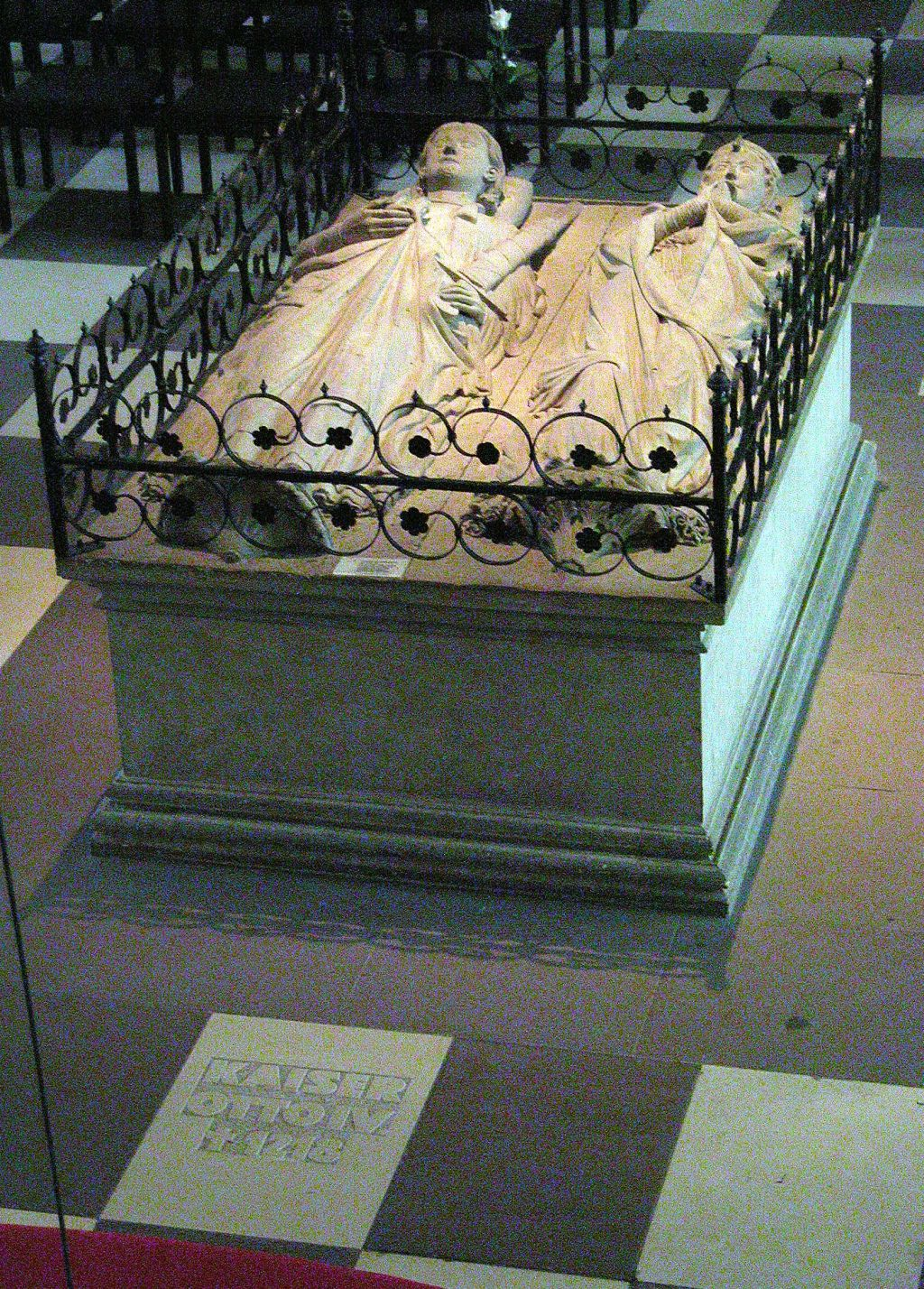
graftombe van Otto IV
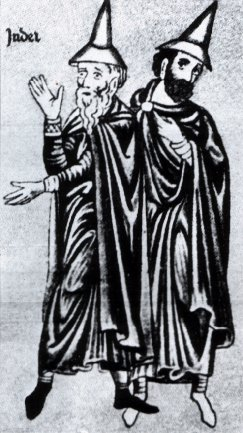
Joden met jodenhoed, een van de maatregelen in In generali concilio

## Geboren
- 12 februari - Kujo Yoritsune, shogun (1226-1244)
- 1 mei - Jan van Avesnes, hertog van Henegouwen
- 1 mei - Rudolf I, koning van Duitsland (1273-1291)
- 30 oktober - Chukyo, keizer van Japan (1221)
- Abel, koning van Denemarken (1250-1252)
- Lý Chiêu Hoàng, keizer van Vietnam (1224-1225)
- Trần Thái Tông, keizer van Vietnam (1226-1258)

## Overleden
- 10 januari - Hugo I (~23), koning van Cyprus (1205-1208)
- 12 februari - Adeheid van Courtenay, Frans edelvrouw
- 18 februari - Berthold V, hertog van Zähringen (1186-1218)
- 6 maart - Otto I van Oldenburg, bisschop van Münster
- 19 mei - Otto IV (~43), koning van Duitsland (1198/1208-1215) en keizer (1209-1218)
- 20 mei - Mathilde van Portugal (~60), echtgenote van Filips van de Elzas
- 25 of 28 juni - Simon IV van Montfort, Frans edelman
- 29 of 30 juli - Lodewijk II, graaf van Loon
- begin augustus - Hendrik, graaf van Loon
- 31 augustus - Al-Adil I, sultan van Egypte
- 28 december - Robrecht II, graaf van Dreux
- Adolf III, graaf van Berg
- Franca Visalta, Italiaans abdis
- Godfried V, burggraaf van Châteaudun
- Odo III, hertog van Bourgondië (1192-1218)
- Willem van Chartres, grootmeester der Tempeliers (of 1219)
- Willem III, graaf van Gulik